# Watertoren (Hoeilaart)
De watertoren van Hoeilaart werd gebouwd in 1932.

## Historiek
Reeds in het begin van de 20ste eeuw waren er plannen in Hoeilaart om te investeren in een watervoorziening voor de gemeente. Aanvankelijk  wou men een netwerk uitbouwen dat zowel Hoeilaart als Overijse voorzag van leidingwater. Men besliste echter in 1913 in Overijse om afzonderlijk hun watervoorziening te organiseren. Het eigenlijke plan om Hoeilaart van een waternetwerk te voorzien dateerde uit de jaren '20. De Schaarbeekse architect Raymond Foucart werkte deze plannen uit. Naast het oppompen van water uit een watergalerij die zich bevond op de hoek van de Koedaalstraat en de Overijsesteenweg voorzag men ook in de bouw van een watertoren. Hiervoor werd een partij hoog gelegen grond aangekocht ter hoogte van de Keizerstraat. 
Dit project werd in november 1930 toevertrouwd aan de firma MIRTABÉTON (studiebureau en bouwonderneming van dhr. M. Mihrtadiantz, gevestigd te Vorst en gespecialiseerd in industriële constructies en gewapend beton). Het lastenboek, opgesteld door architect Foucart, bepaalde dat er bijzonder veel belang zou gehecht worden aan "den bouwtrant" of "caractère architectural" van de ingediende projecten, vermits de toren in een woonwijk zou komen te staan. Binnen de gestelde bouwtechnische eisen, was het dus aannemer Mihrtadiantz die het solide, moderne uitzicht van de toren bepaalde.
De bouwstijl was eerder typerend voor zijn tijd : Een dubbele betonnen kuip en een torenzuil in metselwerk. De kuip wordt gesteund door acht betonnen balken die onderling gesteund worden door steunbalken. Binnenin loopt een betonnen draaitrap. Gelijkaardige watertorens uit dit decennium zijn die van Landen (1937) en die van Steenokkerzeel (1937).

## Technische gegevens
De watertoren heeft een waterreservoir van 350 m³ en is 28 meter hoog. Hij verdeelt gemiddeld 1.700 m³ water per dag aan 4.561 verbruikers (cijfers van 2012). Er zijn ongeveer 135 km leidingen aangesloten op de watertoren. 
Tot eind 2013 stond de gemeente nog in voor de watervoorziening in Hoeilaart. Per 1 januari 2014 werd deze dienstverlening overgenomen door de Watergroep.
 Alsemberg (Grootbosstraat) ·
Alsemberg (Sanatoriumstraat) ·
Asse (Boekfos) ·
Asse (Lindenpark) ·
Baal ·
Bekkevoort ·
Bertem ·
Bierbeek (Krijkelberg) ·
Bierbeek (Neervelpsestraat) ·
Brussegem ·
Buizingen (Albert Denystraat) ·
Buizingen (Porseleinstraat) ·
Buizingen (Sanatoriumlaan) ·
Buizingen (Watertorenstraat) ·
Diest ·
Dilbeek ·
Droeshout ·
Drogenbos ·
Duisburg (1950) ·
Duisburg (1978) ·
Everberg ·
Grimbergen ·
Hekelgem ·
Hoegaarden ·
Hoeilaart ·
Huizingen ·
Jezus-Eik ·
Koningslo ·
Landen ·
Lembeek (1932) ·
Lembeek (1979) ·
Lembeek (Kazernestraat) ·
Leuven (Geidenaaksebaan) ·
Leuven (Karel van Lotharingenstraat) ·
Linden ·
Lot ·
Lubbeek ·
Machelen (Emmanuellaan) ·
Machelen (Watertorenlaan) ·
Maleizen (Hoeilaartsesteenweg) ·
Maleizen (Terhulpensesteenweg) ·
Meensel-Kiezegem (1965) ·
Meensel-Kiezegem (2010) ·
Meerbeek ·
Moorsel ·
Oetingen ·
Overijse (Korenarenstraat) ·
Overijse (Witherendreef) ·
Ransberg ·
Ruisbroek ·
Schepdaal ·
Sint-Agatha-Berchem ·
Sint-Pieters-Kapelle ·
Sint-Pieters-Leeuw (Bergensesteenweg) ·
Sint-Pieters-Leeuw (Brusselbaan) ·
Steenokkerzeel (Kortenbergststeenweg) ·
Steenokkerzeel (Mechelsesteenweg) ·
Tienen (1966) ·
Tienen (1999) ·
Tienen (Ijzerenwegstraat) ·
Tienen (Sint-Truidensesteenweg) ·
Vilvoorde (Lange Molenstraat) ·
Vilvoorde (Streekbaan) ·
Vossem ·
Zaventem